# Palmowo
Palmowo [pronunciación en polaco: /palˈmɔvɔ/] es un pueblo ubicado en el distrito administrativo de Gmina Wierzbinek, dentro del Distrito de Konin, Voivodato de Gran Polonia, en el oeste de Polonia central. Se encuentra aproximadamente a 6 kilómetros al norte de Wierzbinek, a 34 kilómetros al noreste de Konin, y a 108 kilómetros al este de la capital regional Poznań.